# Diapetimorpha postica
Diapetimorpha postica är en stekelart som först beskrevs av Brulle 1846.  Diapetimorpha postica ingår i släktet Diapetimorpha och familjen brokparasitsteklar. Inga underarter finns listade i Catalogue of Life.